# Korea Post
Korea Post  est une entreprise sud-coréenne dont l’activité principale est le traitement du courrier postal. 

## Galerie

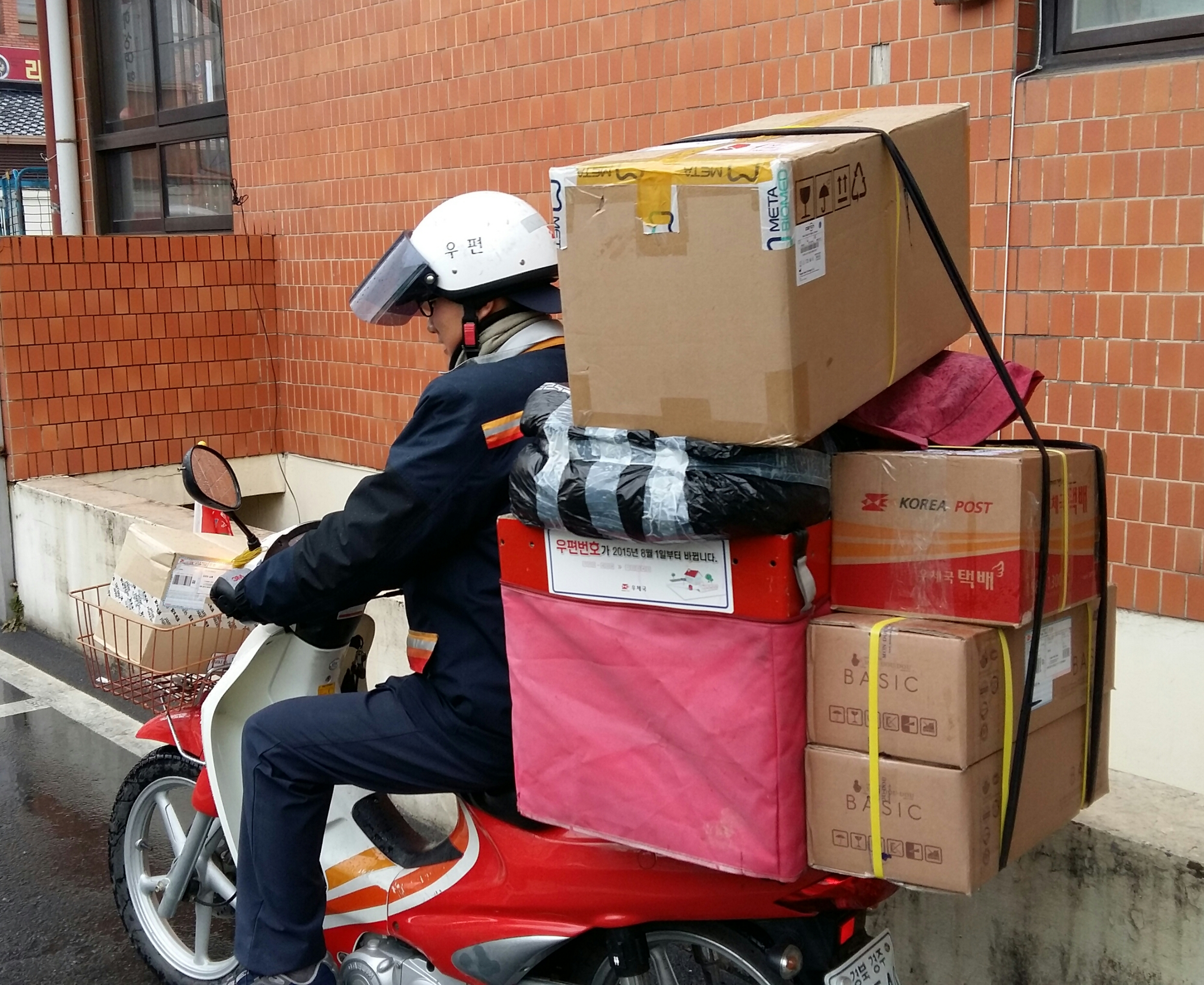
Facteur de la Korea Post en début de tournée
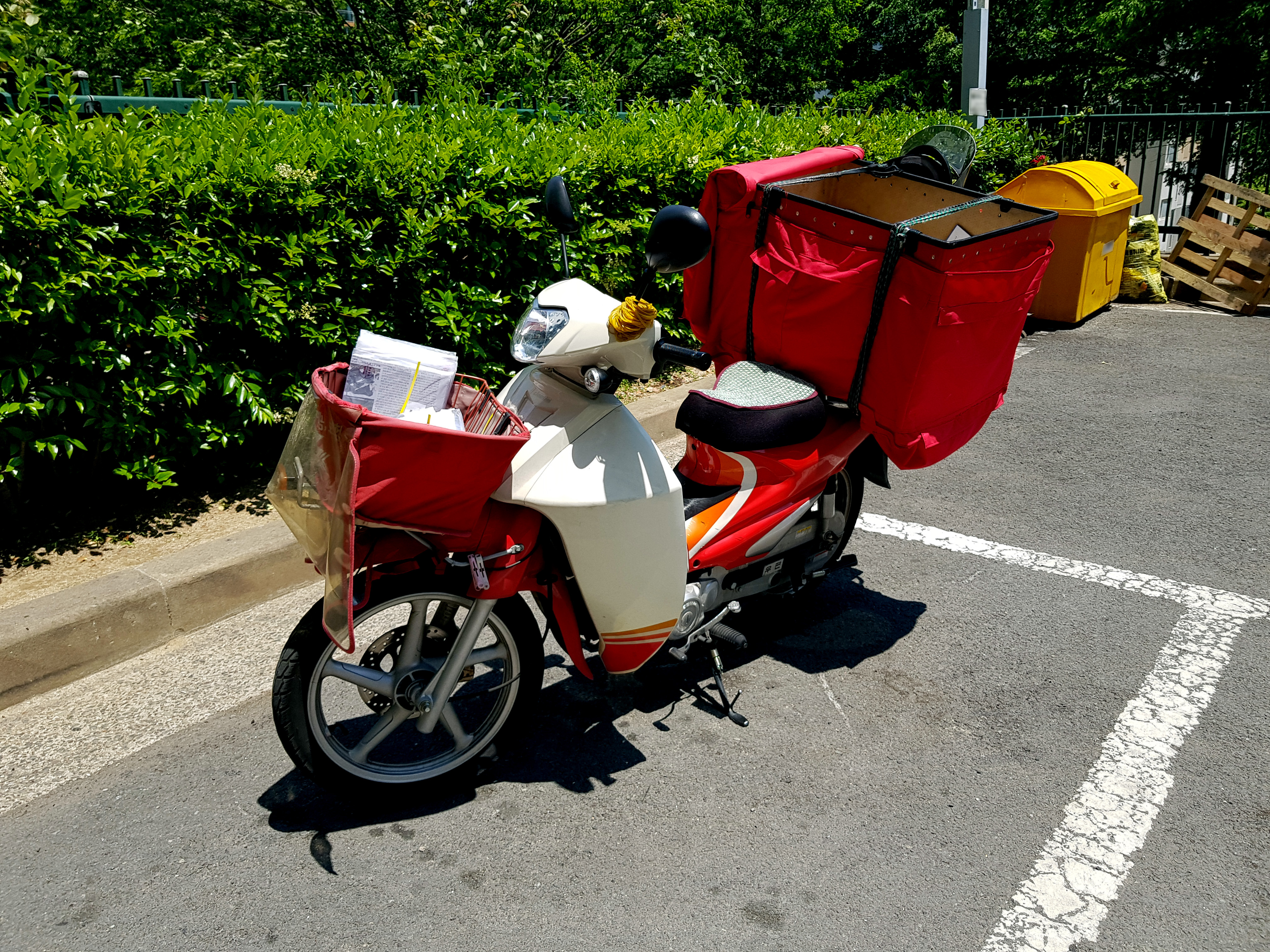
Cyclomoteur de la Korea Post à la fin de la tournée
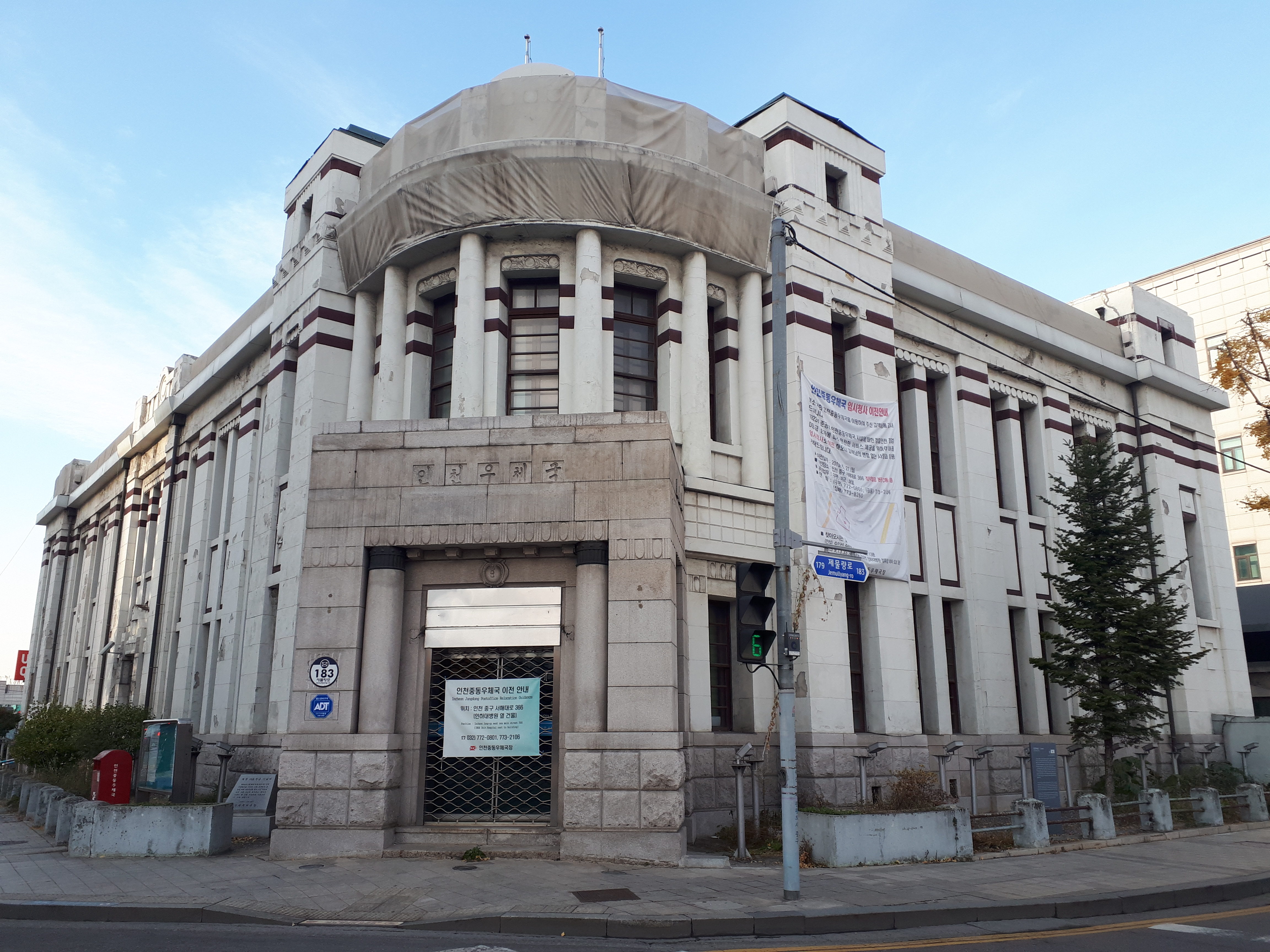
Ancien bureau de poste de Incheon
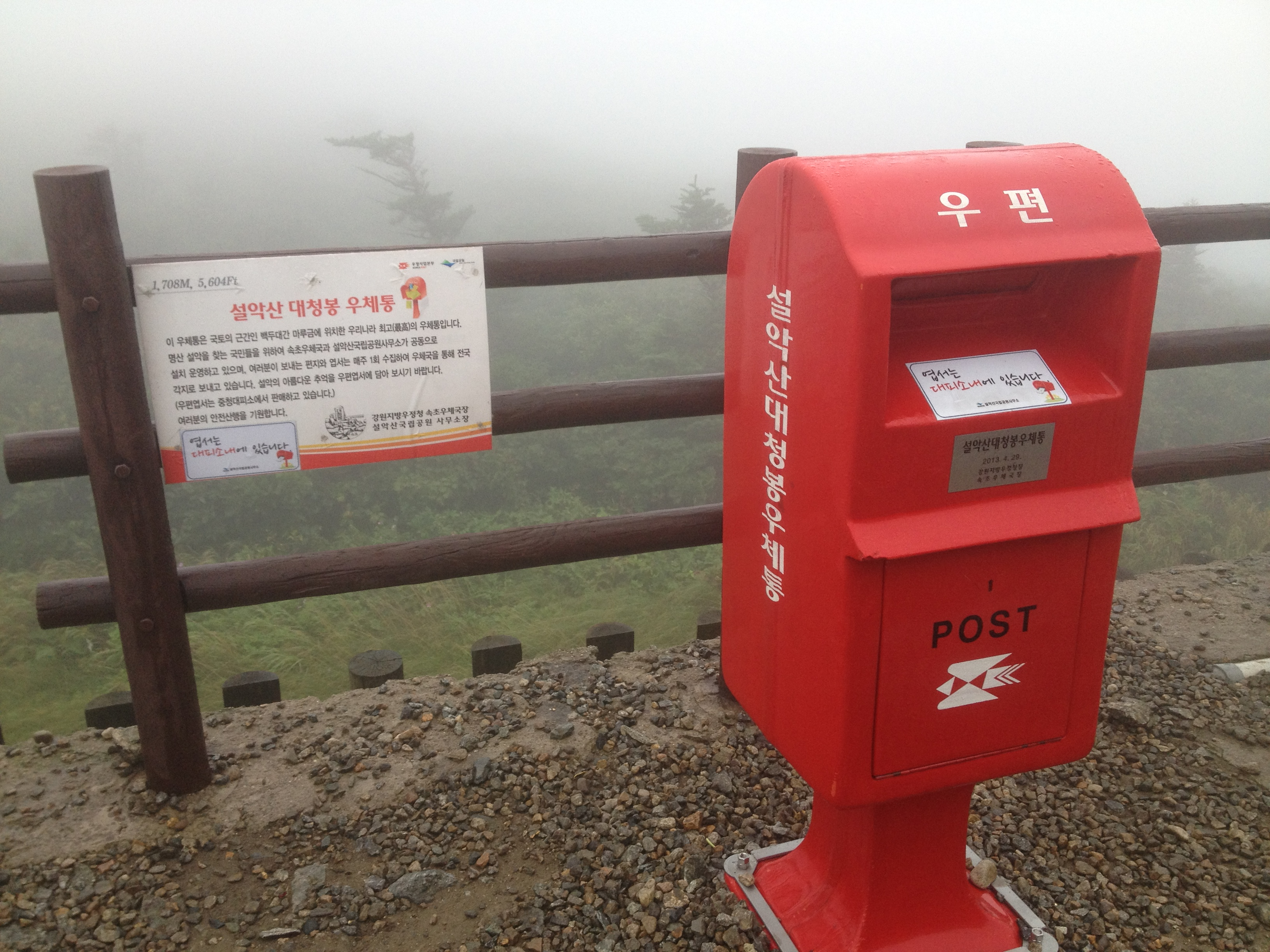
Boîte-aux-lettres par un jour brumeux, dans le Seoraksan, plus haut massif des monts Taebaek